# Samuel Pomarius

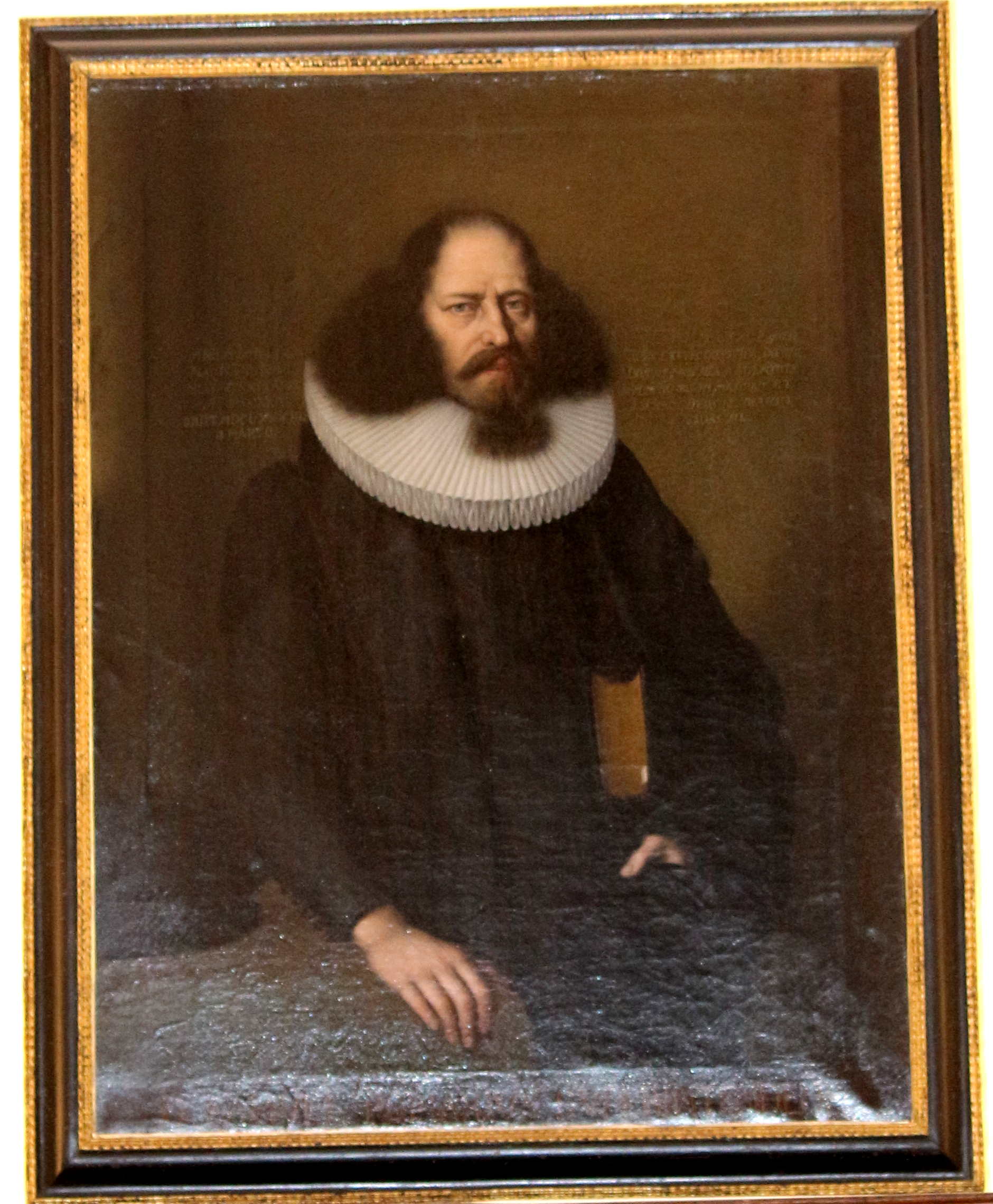
Samuel Pomarius, Porträt in der Lübecker Stadtbibliothek

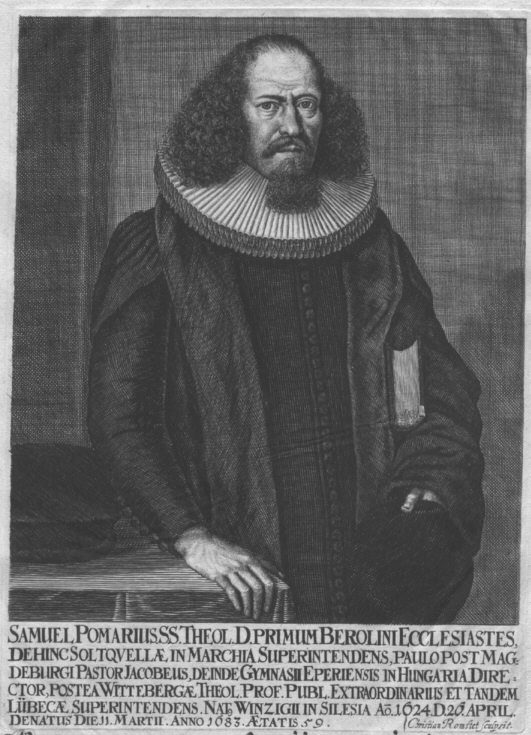
Samuel Pomarius, zeitgenössischer Kupferstich von Christian Romstet

Samuel Pomarius (latinisiert aus Baumgarten, * 26. April 1624 bei Winzig, heute Wińsko in Schlesien; † 2. März 1683 in Lübeck) war ein deutscher lutherischer Theologe und Superintendent der Stadt Lübeck.

## Familie
Samuel Pomarius war der Sohn des Müllers Kasper Baumgart und der Martha Hoffmann. Am 20. Juni 1654 heiratete er Dorothea, die Tochter des verstorbenen Rektors der Universität Wittenberg Jeremias Reusner und der Anna Maria Schröter. Ihre gemeinsame Tochter Dorothea (1664–1731) heiratete den Lübecker Pastor Jacob von Melle; eine andere Tochter, Elisabeth, heiratete zunächst den Prediger Hoppman an der Ägidienkirche und nach dessen Tod den wohlhabenden Kaufmann Thomas Fredenhagen.

## Leben
Pomarius sollte zunächst Kaufmann werden, studierte dann aber Theologie in Breslau, Thorn, Frankfurt (Oder) und am 4. September 1644 in Wittenberg. In Wittenberg erwarb er sich am 14. Oktober 1647 den akademischen Grad eines Magisters, bekam am 6. Mai 1648 die Lehrbefähigung für Physik und wurde am 29. November 1649 als Adjunkt in die philosophische Fakultät aufgenommen. Nachdem er einige Zeit in dieser Stellung zugebracht hatte, erhielt er die erste Berufung auf eine Pfarrstelle 1653 in Beschin in Schlesien. Von dort kam er als Diaconus an die Berliner Petrikirche. 1659 ging Pomarius als Pfarrer an die Magdeburger Sankt-Jakobi-Kirche (beide Kirchengebäude wurden im Zweiten Weltkrieg schwer beschädigt und anschließend gesprengt).
Im Jahr 1667 wurde er Rektor und erster Professor der Theologie am neu gegründeten Evangelischen Kollegium in Eperjes (heute: Prešov) in Oberungarn, der heutigen Ostslowakei. Am 15. August desselben Jahres wurde er in Wittenberg zum Doktor der Theologie promoviert. Durch die Verfolgung der Evangelischen aus Ungarn vertrieben, kam er 1673 zunächst als Professor extraordinarius zurück an die Universität Wittenberg.
Im Februar 1675 ernannte der Rat der Reichsstadt Lübeck ihn nach fünfjähriger Vakanz der Stelle zum Superintendenten, womit eine Predigtstelle an der Marienkirche verbunden war. Wie sein Vorgänger Menno Hanneken vertrat er konsequent den Standpunkt der lutherischen Orthodoxie, wozu die Verteidigung der konfessionellen Geschlossenheit der Stadt gegenüber Katholiken, Calvinisten und Anhängern des Spiritualismus gehörte. 1680 nutzte er die Jubiläumsfeierlichkeiten des Konkordienbuches, um die fundamentale Bedeutung des lutherischen Bekenntnisses für das Gemeinwesen zu bekräftigen.
Trotz seiner konfessionellen Schroffheit war Pomarius in der Bürgerschaft beliebt, auch weil er wie sein Vorgänger in sozialen Streitigkeiten wie den Brauer-Unruhen vermittelte.

## Nachlass
Neben seinen Druckschriften verwahrt die Lübecker Stadtbibliothek fünf handschriftliche Bände mit Gebeten, Betrachtungen und Predigten.

## Werke (Auswahl)
(für eine vollständige Übersicht vgl. das Verzeichnis der im deutschen Sprachraum erschienenen Drucke des 17. Jahrhunderts)
- De noctambulis. 2 Disputationen, Wittenberg 1649 (vier Auflagen bis 1686)
- De modo visionis. 4 Disputationen, Wittenberg 1650
- Disputatio Physica De Monstris. Wittenberg 1652
- Disputatio Meteorologica De Meteoris In Genere. Wittenberg 1654
- De moderatione theologica. 8 Bände, Wittenberg 1674–1677
- Bewiesener Ungerechtester Gewissens-Zwang: Entgegen gesetzet Hierothei Boranowsky (= Johannes Scheffler) Gerechfertigtem Gewissens-Zwange. Wittenberg 1674
- Abgenöthigte Lehr- und Schutz-Schrifft/ Wider den Guttmanischen Offenbahrungs-Patron: Worinnen Die Haupt-Frage von denen so gerühmten neuen Offenbahrungen eigentlich gefasset/ das Fanatische Buch des Aegidii Guttmanni, tit. Offenbahrung Göttlicher Majestät … kürtzlich widerleget/ Des Christian Hohburgs Postilla Evangeliorum Mystica, und Praxis Arndiana, auff die Probe gestellet/ und das wahre Christenthum des sel. Herrn Johann Arndten / von dem angeschmierten Weigelianischen Unflat gesaubert und gerettet wird / Auffgesetzet und in Druck gegeben Durch das ordentliche Predig-Ampt zu Lübeck/ Hamburg und Lüneburg. Hamburg, Ratzeburg 1677
- Hundert-Jähriges Ehren-Gedächtniß Des Christlichen Concordien-Buchs: In der Haupt-Kirchen zu St. Marien in Lübeck … Im Jahr Christi 1680. am Fest-Tage St. Johannis des Täuffers/ erneuret und vorgestellet. Jäger, Lübeck 1680